# Trbovljeschoorsteen

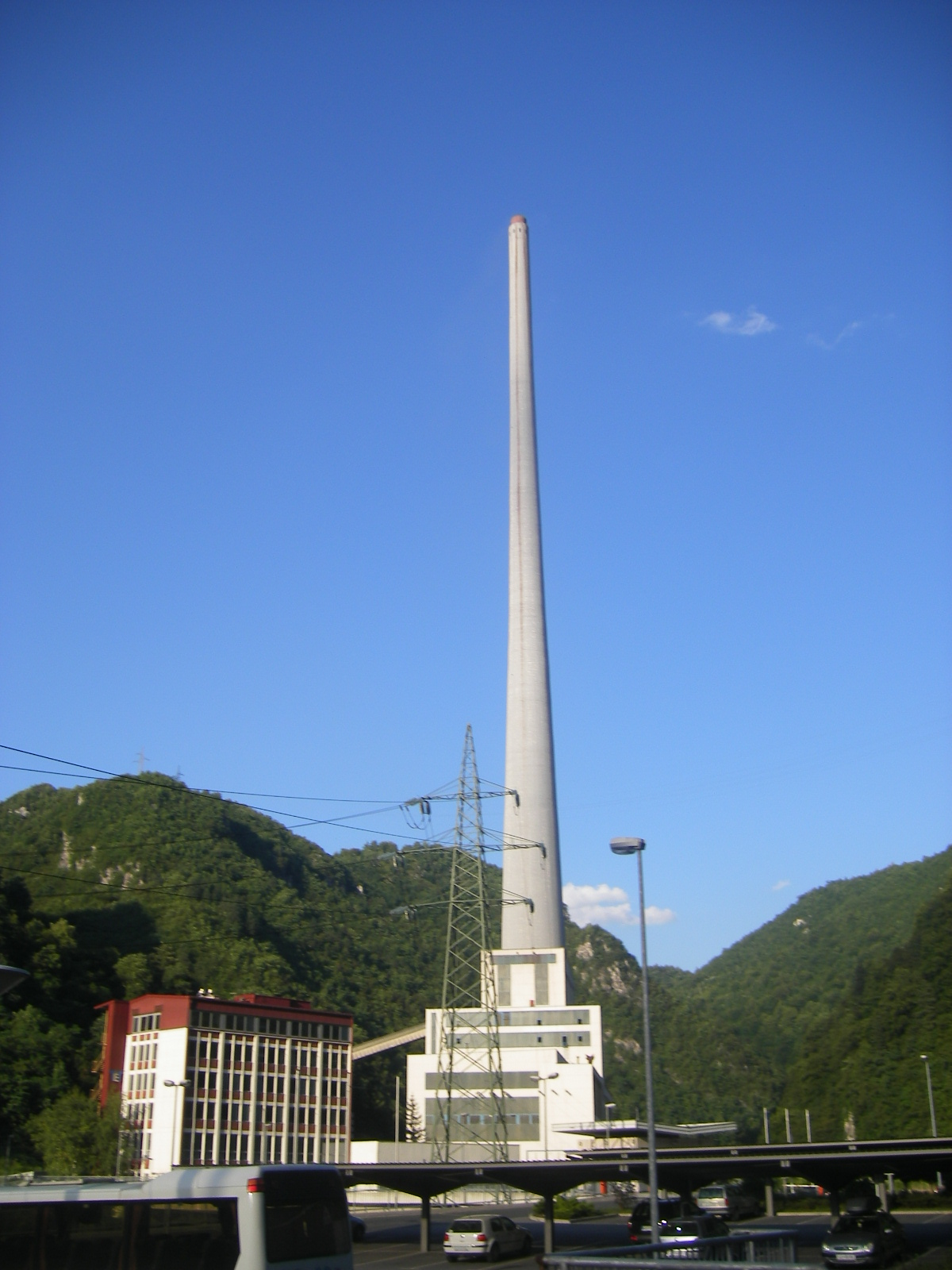
Trbovljeschoorsteen

De Trbovljeschoorsteen (Sloveens: Trboveljski dimnik) is de hoogste schoorsteen van Europa. De 360 meter hoge schoorsteen maakt deel uit van een kolencentrale aan de rivier de Sava in de buurt van de plaats Trbovlje, in Slovenië. Hij is in 1976 gebouwd, om de vervuiling tegen te gaan in Trbovlje en de omliggende dorpen in de valleien in de regio Zasavje. De vervuiling van de regio Zasavje door SO2 en andere gassen is aanzienlijk teruggebracht, doordat die zich nu over een veel groter gebied in Midden-Slovenië verspreidt.